# Palác YMCA
Palác YMCA je stavbou ve stylu moderního klasicismu od českého architekta Eduarda Hniličky z dvacátých let dvacátého století. Při realizaci stavby byly použity na tehdejší dobu nové materiály (železobeton, asfalt, sklobeton a korek). Budova byla koncipována jako ubytovací zařízení. Slavnostně byla otevřena dne 28. dubna 1928. Budova je z železobetonu. Na technologické přípravě stavby se podílel i prof. Ing. Stanislav Bechyně (viz palác Lucerna). Stavbu realizovaly kromě jiných firem i firmy Václava Nekvasila, J. Weignera a J. Štengla. V celé budově byla rozvedena teplá voda a topení; také byla vyřešena výměna vzduchu jak ve společenských prostorách (viz dále) tak i ve sportovních zařízeních (viz dále). Oběžný výtah (paternoster) zajišťuje spojení z přízemí až do vyšších pater budovy.

## Popis tehdejších vnitřních prostor budovy
- Budova měla sloužit především jako ubytovací zařízení s kapacitou 300 lůžek ve 170 ložnicích, které byly rozmístěny v rozmezí prvního až pátého patra. [1]
- V suterénu se nacházela velká jídelna s kuchyní, plovárna s bazénem 25 x 7 metrů, sprchové lázně, parní lázeň a pracoviště pro masáže. [1]
- V pasáži paláce YMCA bylo místo pro obchody a služby. V přízemí se nacházely šatny, dále pak kavárna, bar, knihovna a čítárna. [1]
- Ve zvýšeném přízemí bylo místo pro kanceláře, kavárny, klubovny, dílny a učebny. Také se tu nachází tělocvična 30 x 13 metrů s klopenou (unikát) běžeckou dráhou na galerii a s šatnou. [1]
- V podkroví budovy byly umístěny klubovny pro mládež. [1]
- Na terase střechy se nacházelo hřiště. [1]

## Historie užívání paláce YMCA
- Do začátku druhé světové války v budově sídlilo ústředí YMCA v Československu, pražská YMCA a tzv. Akademická YMCA. [2] Byla zde ubytovna pro svobodné muže a centrum aktivit pro tělesný a duševní rozvoj mládeže. [1]

- Po 15. březnu 1939 se z řad Akademické YMCA rekrutovalo mnoho odbojářů. Budova byla od počátku okupace místem ilegálních (konspiračních) schůzek. Nějaký čas byl v budově tištěn ilegální časopis Český kurýr a také několik čísel nelegálního časopisu V boj. Kromě toho se tu tiskla i řada dalších nelegálních letáků. Na této činnosti se podíleli Jaroslav Valenta, Jaroslav Šimsa, zřízenec Josef Ungr (rozmnožoval texty), Vojtěška Ječmenová (úřednice, která přepisovala texty na rozmnožovací blány určené pro Cyklostyl) a sekretář Akademické YMCA Rudolf Mareš (distribuce výtisků). [2]

- Po zastavení vydávání "Křesťanské revue" (v říjnu 1939) se v budově rozmnožovaly "Zelené listy", které YMCA vydávala. [2] [p 1]

- Ještě během roku 1940 se v budově stále konaly kroužky pro mládež se čtenářskou nebo biblickou tematikou. [2]

- Definitivně musela YMCA budovu opustit a vyklidit k datu 15. října 1941 a budova byla následně (od prosince 1941) obsazena Němci.[1] Od té doby využívaly budovu různé tehdejší nacistické organizace (např. Kinderlandverschickung (KLV) [p 2], která v paláci YMCA zřídila tzv. KLV-Gästehaus I) [p 3]. Budova byla využívána především jako ubytovna pro zaměstnance Úřadu říšského protektora a dalších německých institucí. [2]

- Činnost Akademické YMCA byla definitivně a oficiálně ukončena k datu 31. prosince 1943.

- Během květnového povstání v roce 1945 a s tím spojených bojů byl palác YMCA obsazen německými jednotkami [2] a v závěru Pražského povstání značně poničen. [2] Na opravu budovy tehdy přispěla americká YMCA finančními dary, takže činnost tuzemské organizace YMCA se podařilo znovu obnovit a fungovala až do roku 1951. [1]

- Ke zrušení YMCA došlo v roce 1951. Pro tehdejší establishment byla organizace shledána nežádoucí. Její majetek v celém tehdejším Československu byl zabaven a dán k dispozici komunistické mládeži. V paláci YMCA Na Poříčí sídlil ústřední výbor Československého svazu tělesné výchovy a sportu (ÚV ČSTV). [1]

- V roce 1991 byl Palác (v nepříliš dobrém technickém stavu) vrácen obnovené YMCA v České republice. [1]

## Pamětní desky
Ve vestibulu paláce YMCA se nachází busta T. G. Masaryka a dvě pamětní desky.

### YMCA
Pamětní deska "YMCA" připomíná jména předsedů organizace YMCA z let 1919 až 1938; významné zahraniční návštěvy jakož i organizaci "Americký klub", která v paláci YMCA sídlila.

### Obětem 2. světové války
Pamětní deska "Obětem 2. světové války" připomíná tři sekretáře organizace YMCA (Rudolf Mareš (* 1909 - † 1944), Jaroslav Šimsa (* 1900 - † 1945) a Jaroslav Valenta (* 1911 - † 1942)), kteří zemřeli v letech nesvobody (1939 až 1945) a kteří se účastnili protinacistického odboje. 

Pamětní desky ve vestibulu paláce YMCA
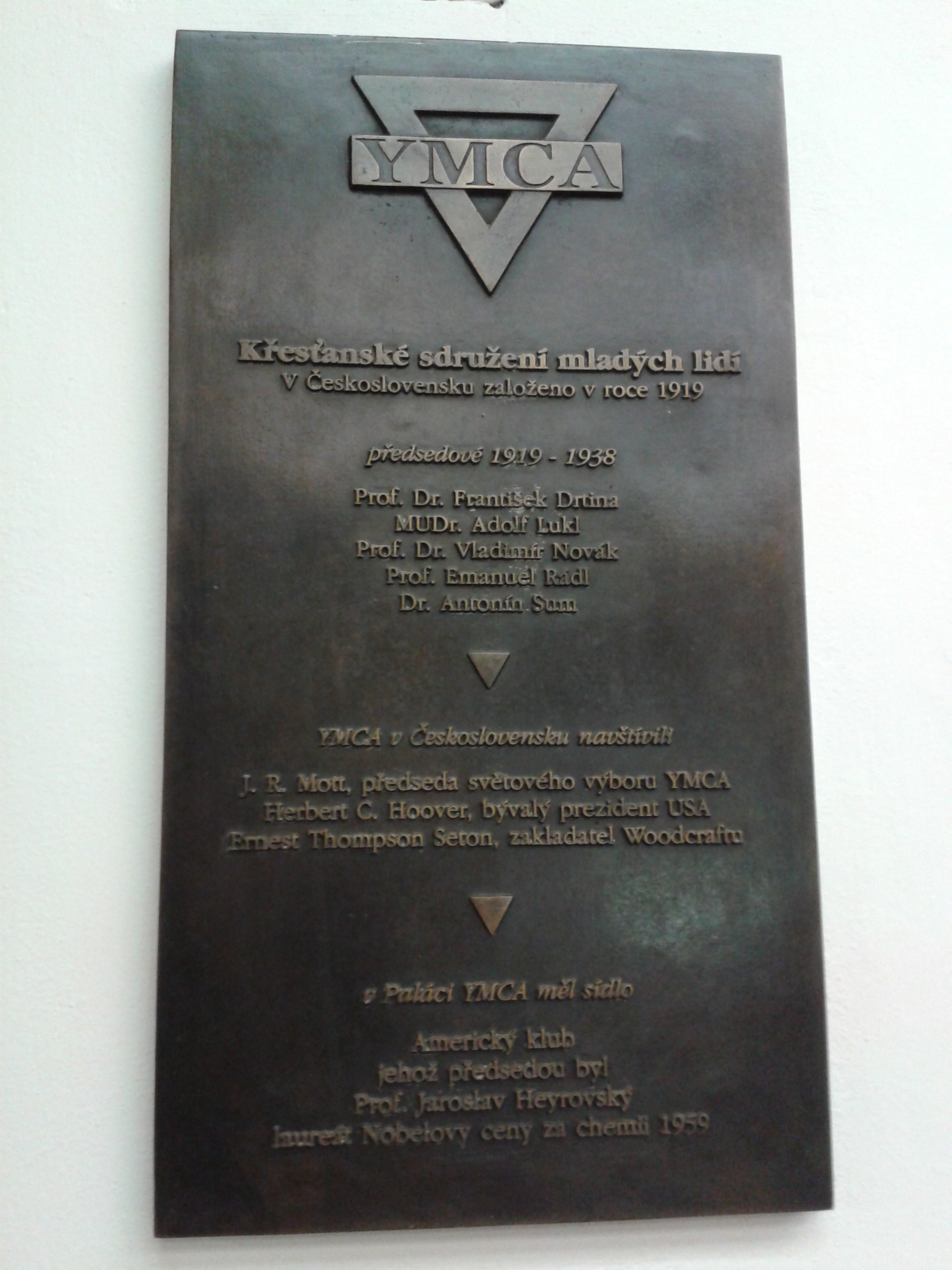
Pamětní deska YMCA ve vestibulu budovy
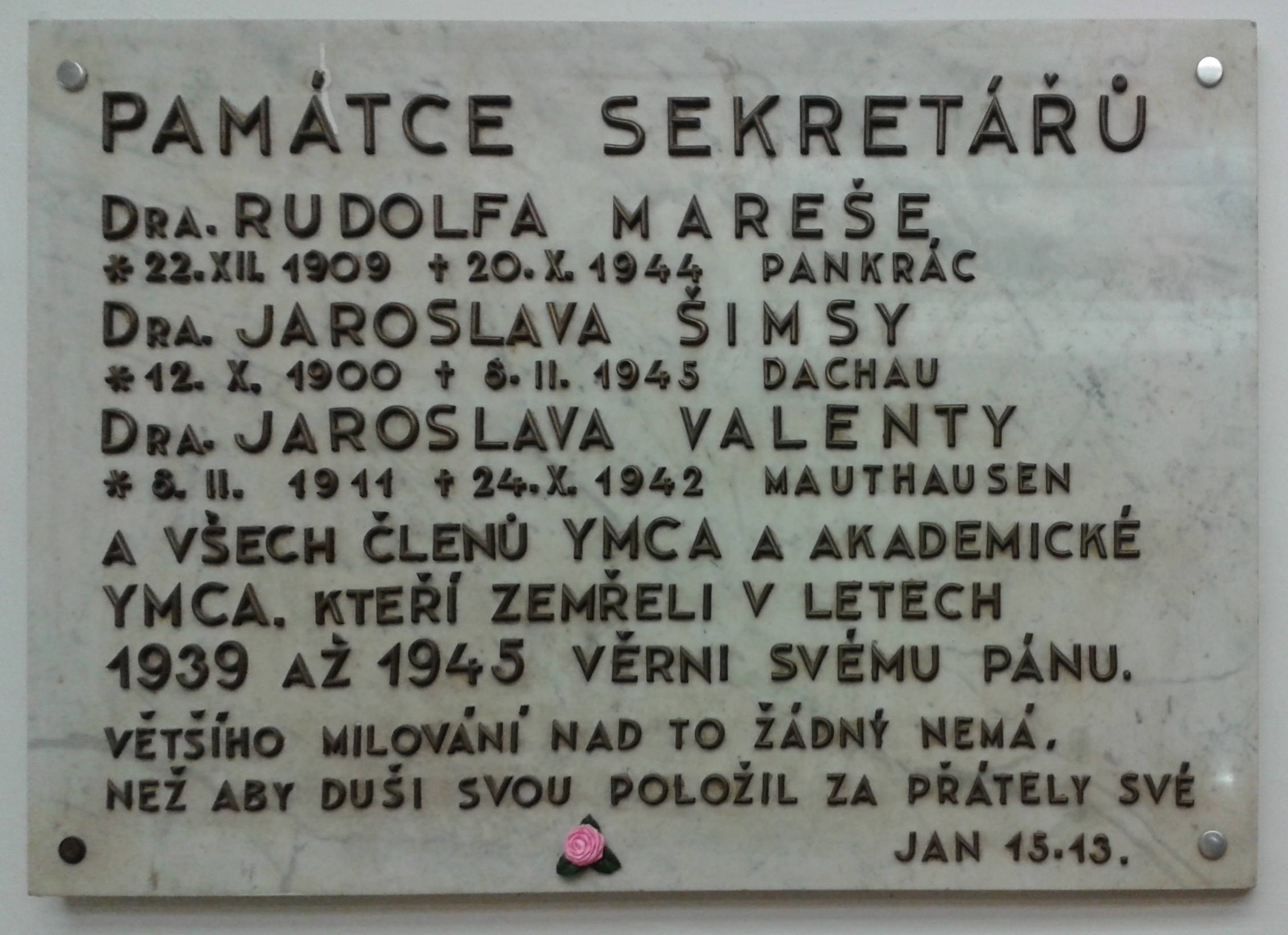
Pamětní deska sekretářům YMCA ve vestibulu budovy

## Zařazení v seznamu památek
Dům je od roku 1991 zapsanou kulturní památkou 

## Fotogalerie

Palác YMCA
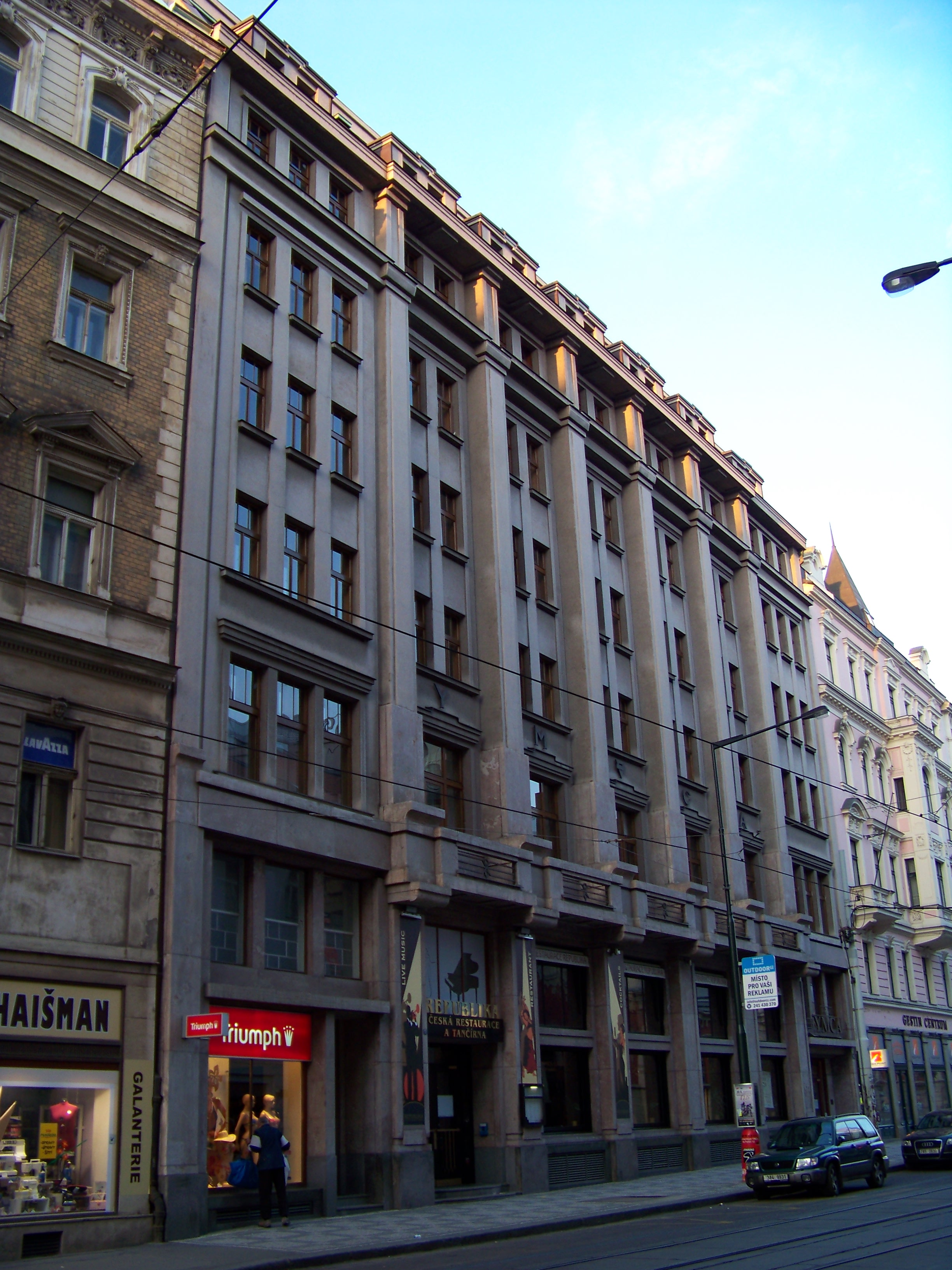
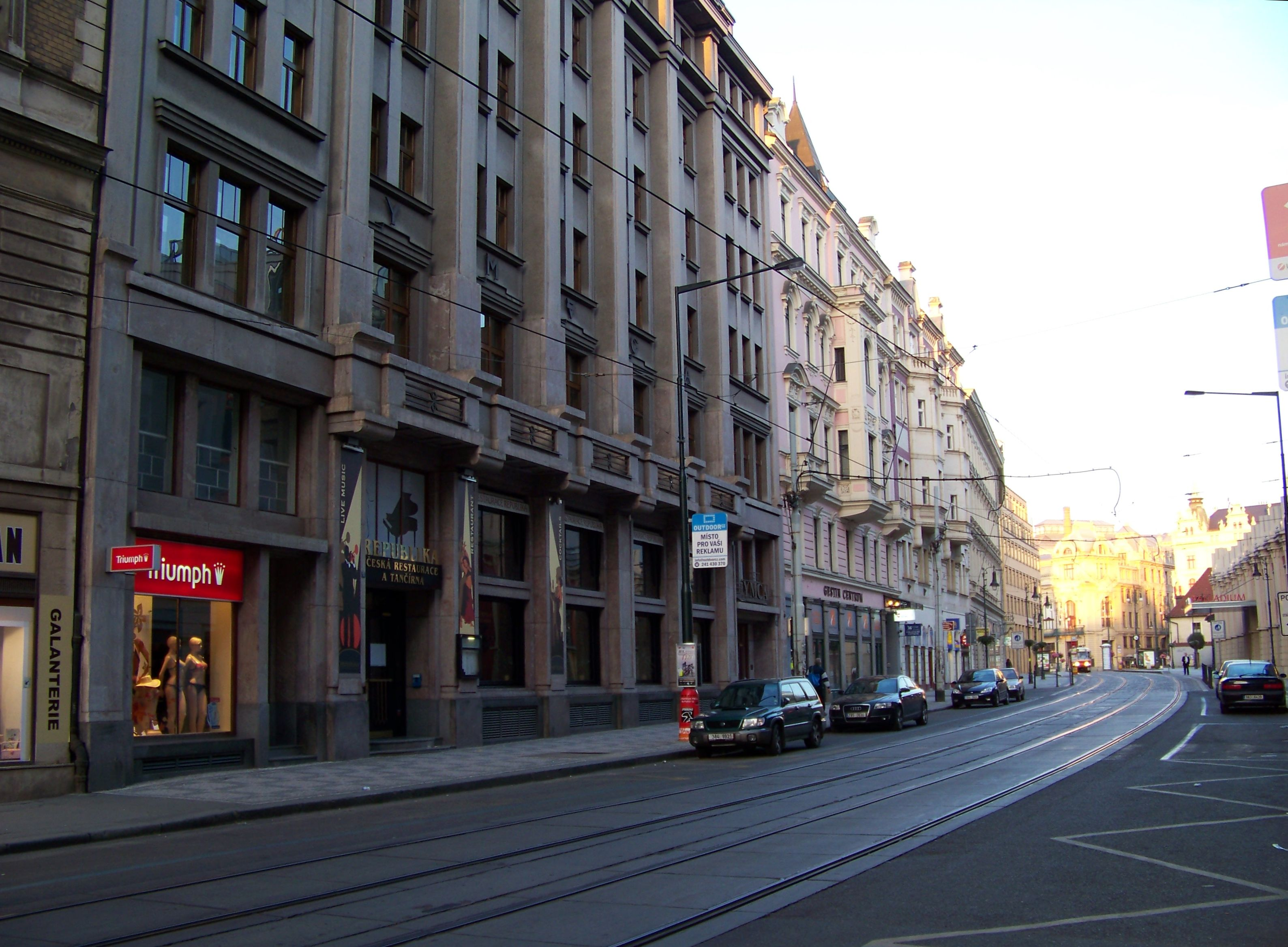
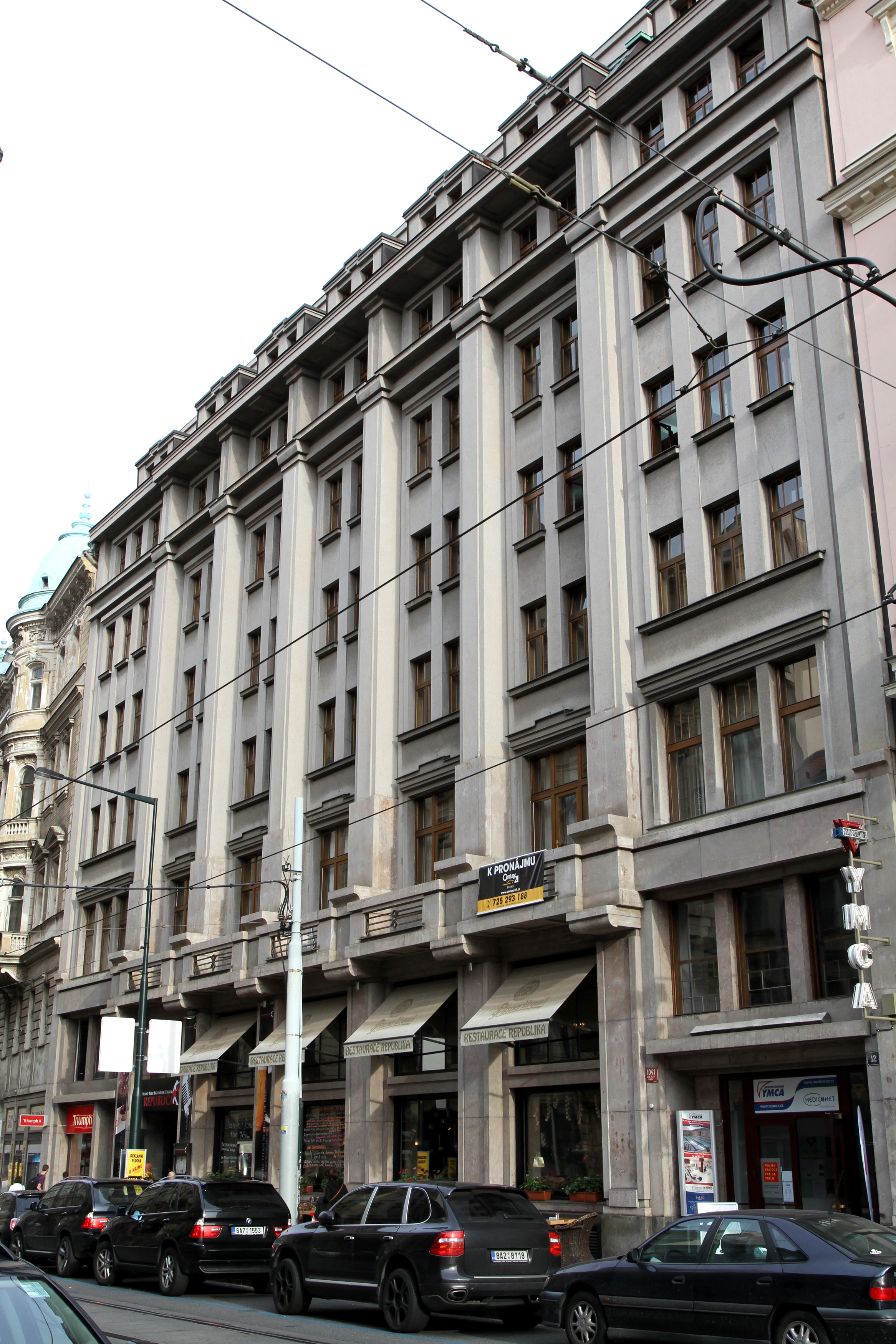